# Burg Albris
Die Burg Albris ist eine abgegangene Burg 200 Meter südlich von Oberhalden, einem heutigen Ortsteil der Gemeinde Argenbühl im Landkreis Ravensburg in Baden-Württemberg.
Von der 1150 erwähnten Burg ist nichts erhalten.
Nach einer Volkssage sollen die Steine der abgebrochenen Burg Albris für den Bau der Burg Siggen verwendet worden sein.